# Kruittorenrampen van Bremen

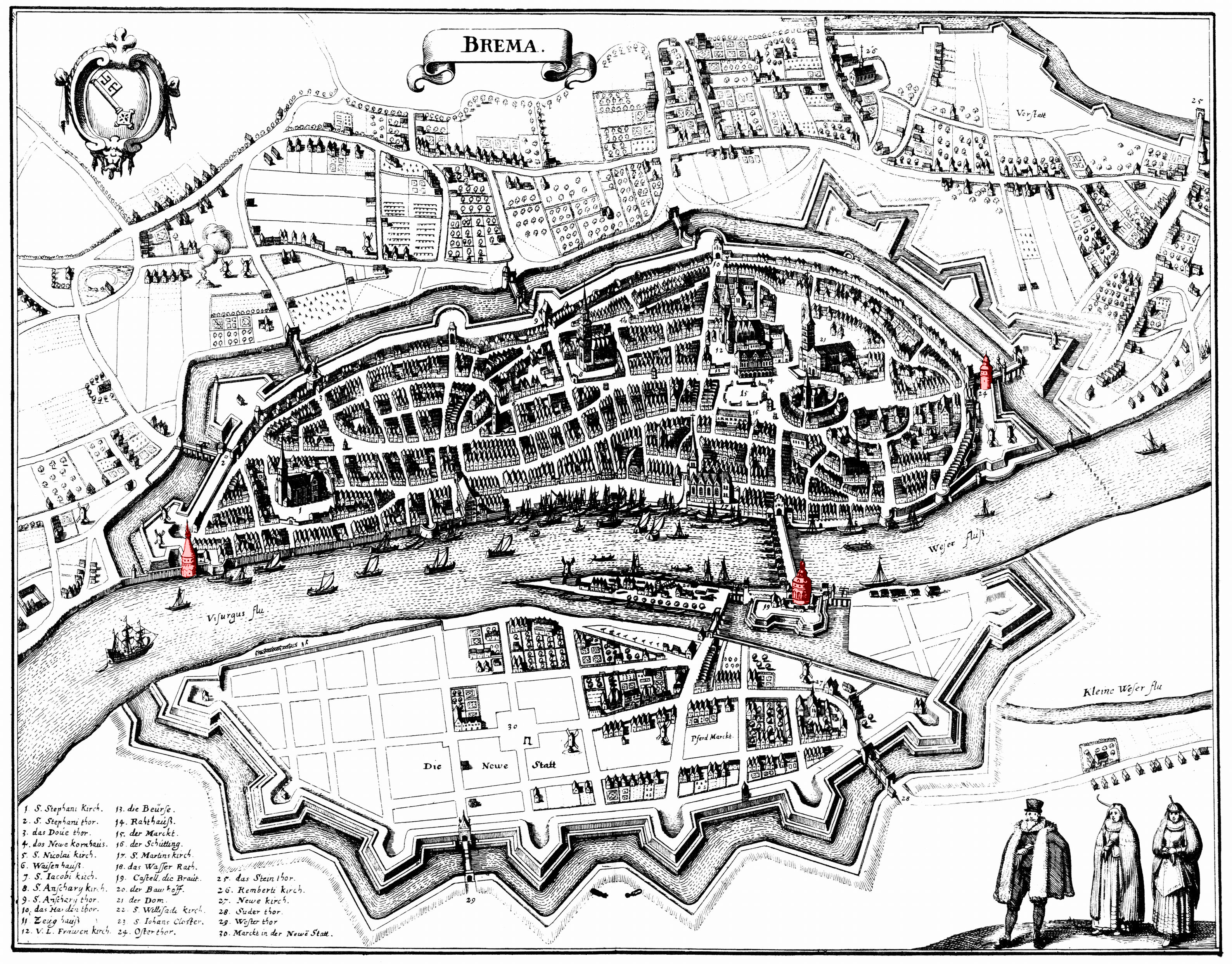
Bremen tussen 1638 en 1647, de drie pulvertorens in rood

De Kruittorenrampen van Bremen zijn drie rampen met de drie kruittorens van de stad Bremen, Noord-Duitsland in de deelstaat Vrije Hanzestad Bremen die plaatsvonden in de 17e en 18e eeuw.

## Drie pulvertorens
In de late middeleeuwen had Bremen drie pulvertorens. De oudste was de Ostertorzwinger ("Oosterpoortdwangtoren"), gebouwd in 1512 – 1514, de grootste was de Herrleichkeitzwinger ("Heerlijkheidsdwangtoren") of Braut ("Bruid"), gebouwd in 1522 bij de Teerhof ("teerplaats") een eilandje tussen de Wezer en de Kleine Wezer, de derde was de Stephanitorszwinger ("Stefanspoortdwangtoren") of Bräutigam (Bruidegom"), gebouwd van 1525 tot 1534 aan de westeind van de stad. Deze kruittorens waren gevuld met buskruit en vaten salpeter. Alle drie raakten vernield door blikseminslag.

## Drie torens, drie rampen

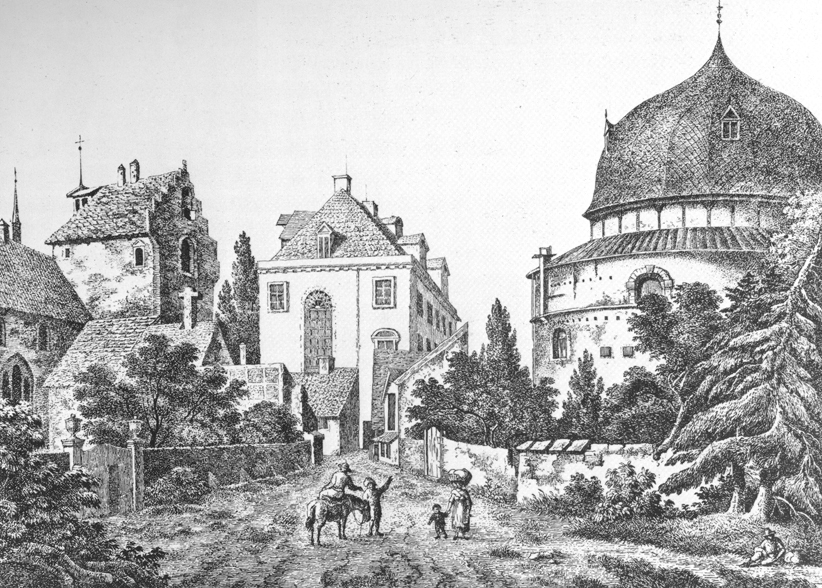
De herbouwde Ostertor-
zwinger (rechts) in 1820

De eerste kruittorenramp van Bremen in 1624 was de explosie van de kruittoren Ostertorzwinger door een blikseminslag op 9 juni van dat jaar. De toren werd naast de opslag van kruit ook als gevangenis gebruikt. Bij de explosie kwamen twaalf mensen om het leven, waarvan de meesten gevangenen waren. Circa duizend huizen in de naaste omgeving raakten zwaar beschadigd. Het aantal gewonden is onbekend. Twee jaar later werd de toren herbouwd, vanaf 1720 werd hier geen kruit meer opgeslagen, maar de toren bleef wel als gevangenis in gebruik. In 1826 werd de toren uiteindelijk gesloopt. (Locatie: 53° 4′ 36″ NB, 8° 48′ 9″ OL.)
De tweede ramp was de explosie van de "Bruidegom" op 4 augustus 1647.
De derde ramp was het meest desastreus. Tijdens een onweer op 22 september 1739 werd de Herrlichkeitzwinger op de Teerhof getroffen door een bliksem. Veel schepen in haven werden vernield door vliegende muurstukken en de daaropvolgende brand vernielde een zesde deel van de stad. Vijfendertig mensen stierven door giftige stoom. (Locatie: 53° 4′ 20″ NB, 8° 48′ 14″ OL.)

## Weblinks
- Bremen in de 18e eeuw (in Duits)